# 1405
1405 (MCDV) fue un año común comenzado en jueves del calendario juliano.

## Acontecimientos
- Se termina la conquista de Fuerteventura (Islas Canarias) por parte de Castilla.
- Comienzan las expediciones del almirante chino Zheng He para explorar más allá del mundo conocido, su flota llegaría hasta la costa oriental de África.

## Nacimientos
- 6 de marzo: Juan II de Castilla.
- 18 de octubre: Eneo Piccolomini, papa Pío II (1458-1464).
- Gilles De Rais. f.1440

## Fallecimientos
- 18 de febrero: Tamerlán (68), conquistador mongol uzbeko, en Shimkent (Kazajistán).